# Nigella fumariifola
Nigella fumariifola là một loài thực vật có hoa trong họ Mao lương. Loài này được Kotschy mô tả khoa học đầu tiên năm 1865.